# Mi tío (serie de televisión)
Mi tío es una serie de televisión web de comedia mexicana, basada en la serie de comedia británica Uncle. Se estrenó el 25 de marzo de 2022 en Pantaya en Estados Unidos y Puerto Rico, y en Amazon Prime Video en Latinoamérica. Está protagonizada por José Eduardo Derbez, Ariadne Díaz y Santiago Beltrán.

## Trama
Andy (José Eduardo Derbez) es un músico frustrado que está a punto de suicidarse porque cree que su vida no tiene rumbo. Una llamada de su hermana Sam (Ariadne Díaz) logra evitar su suicidio pidiéndole que cuide a su hijo de diez años, Tadeo (Santiago Beltrán). Andy y Tadeo forman una extraña conexión y aprenderán de las diferentes personalidades del otro para formar una amistad y una familia.

## Elenco
- José Eduardo Derbez como Andy.[5]
- Ariadne Díaz como Sam.
- Santiago Beltrán como Tadeo.
- Eduardo Yáñez como Billy.[6]
- Gema Garoa como Mía.
- Michelle González como Renata.
- Mara López como Sol.
- Luis Arrieta como Iñaki.
- Alfonso Borbolla como Carlos.

## Episodios
| N.º en serie | Título                                                 | Fecha de emisión original |
| ------------ | ------------------------------------------------------ | ------------------------- |
| 1            | «"Yo te odio más, chiquitín"»                          | 25 de marzo de 2022       |
| 2            | «"¿Qué quieres ser cuando seas grande?"»               | 25 de marzo de 2022       |
| 3            | «"¿Cómo se llama la niña, pequeño calenturiento?"»     | 25 de marzo de 2022       |
| 4            | «"¿A quién salvarías de una muerte lenta y dolorosa?"» | 25 de marzo de 2022       |
| 5            | «"No le vuelvo a abrir mi puerta a nadie"»             | 25 de marzo de 2022       |
| 6            | «"Pero no fue mi culpa"»                               | 25 de marzo de 2022       |